# Stephenson Robert Clarke
O Coronel Stephenson Robert Clarke, nascido a 1 de julho de 1862 e falecido a 3 de novembro de 1948, foi um militar, naturalista, ornitólogo, viajante e caçador inglês.
Em 1893, comprou a mansão de Borde Hill (West Sussex) e  nos jardins colecionou plantas provenientes do Himalaia, da China, de Myanmar, da Tasmânia e dos Andes.
Membro da  British Ornithologists' Union, colaborador da revista Ibis, autor de três espécies de pássaros africanos :  a Columba oliviae, 1918, o Lybius chaplini, 1920  e o Pintarroxo-de-warsangli (Carduelis johannis), 1919.